# نهر كنتاكي
نهر كنتاكي هو أحد روافد نهر أوهايو، في ولاية كنتاكي الأمريكية. يستنزف النهر وروافده الكثير من المنطقة الوسطى من الولاية حيث يمر مساره العلوي عبر مناطق تعدين الفحم في جبال كمبرلاند ويمر مساره السفلي عبر منطقة بلوجراس في الجزء الشمالي الأوسط من الولاية. يغطي مستجمعات المياه بها حوالي 7,000 ميل مربع (18,000 كـم2). توفر مياه الشرب لحوالي سدس سكان كومنولث كنتاكي.
لم يعد النهر صالحًا للملاحة في فرانكفورت. صُبَّتْ الحواجز الخرسانية خلف بوابات القفل العلوية للأقفال 5-14 لتقوية الحلقة الأضعف في هياكل السد. جميع السدود الأربعة عشر تخضع الآن لإدارة هيئة نهر كنتاكي التي تديرها الدولة. تكمن الأهمية الأساسية للأقفال اليوم في الحفاظ على حوض سباحة يسمح لمدينة ليكسينغتون بسحب مياه الشرب من النهر. على الرغم من أن منطقة ليكسنتون تستقبل أكثر من 40 بوصة (1,000 مـم) من هطول الأمطار سنويًا تؤدي جيولوجيا الحجر الجيري في تلك المنطقة إلى القليل بشكل مدهش من المياه السطحية الطبيعية التي يمكن العثور عليها في المنطقة.
كما أن وينشستر وبيتيفيل وإيرفين وريتشموند ولانكستر ونيكولاسفيل وهارودسبرج وويلمور وفرساي ولورنسبرج وفرانكفورت تستمد أيضًا المياه من النهر لتزويدها بالمياه البلدية. تشير التقديرات إلى أن أكثر من 700000 شخص يعتمدون على النهر للحصول على المياه.